# アンリ・エマニュエリ

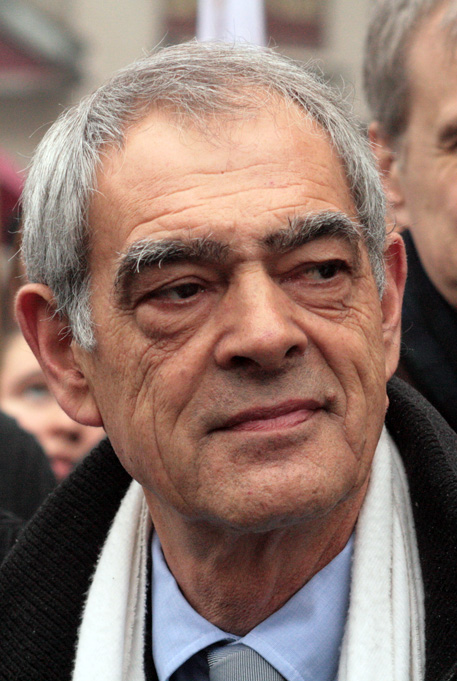
アンリ・エマニュエリ

アンリ・エマニュエリ（Henri Emmanuelli、1945年5月31日 - 2017年3月21日）は、フランスの政治家。フランス議会下院国民議会議長、フランス社会党第一書記を歴任する。フランソワ・ミッテランの側近であり社会党でも古参の国会議員である。

## 経歴
ピレネー＝アトランティック県オー＝ボンヌ生まれ。1978年ランド県選出の下院国民議会議員として政界入り。
1981年海外領土担当次官、1983年予算担当次官、1984年消費者問題担当次官を歴任する。1992年国民議会議長に選出。1993年まで務める。1994年社会党第一書記に就任。1995年フランス大統領選挙では、リオネル・ジョスパン首相を大統領候補に擁立し第1回投票では一位となるが、第2回投票ではジャック・シラクに逆転を許した。1995年第一書記をジョスパンに譲り辞任。
社会党の不正経理問題で有罪となる。2000年政界に復帰する。

## 人物
ミッテランが死ぬまでその忠実な側近として仕えた。社会党内では左派に位置し、2005年5月の欧州憲法批准問題ではファビウス元首相やダニエル・ミッテラン未亡人らとともに批准反対に回った。